# DHL 에어 UK
DHL 에어 UK(영어: DHL Air UK)는 영국의 화물 항공사로 총 27대의 기종을 보유하고 있다. 본사는 영국 하운즐로우에 위치해 있으며 1982년에 엘런 에어(영어: Elan Air)로 설립했다. 허브 공항은 이스트 미들랜드 공항이 있다.

## 보유 기종
- 2012년 3월 기준으로 DHL 에어 UK는 다음과 같은 기종을 보유하고 있다.[1]

## 같이 보기
- DHL 항공
- 영국의 항공사 목록

## 사진

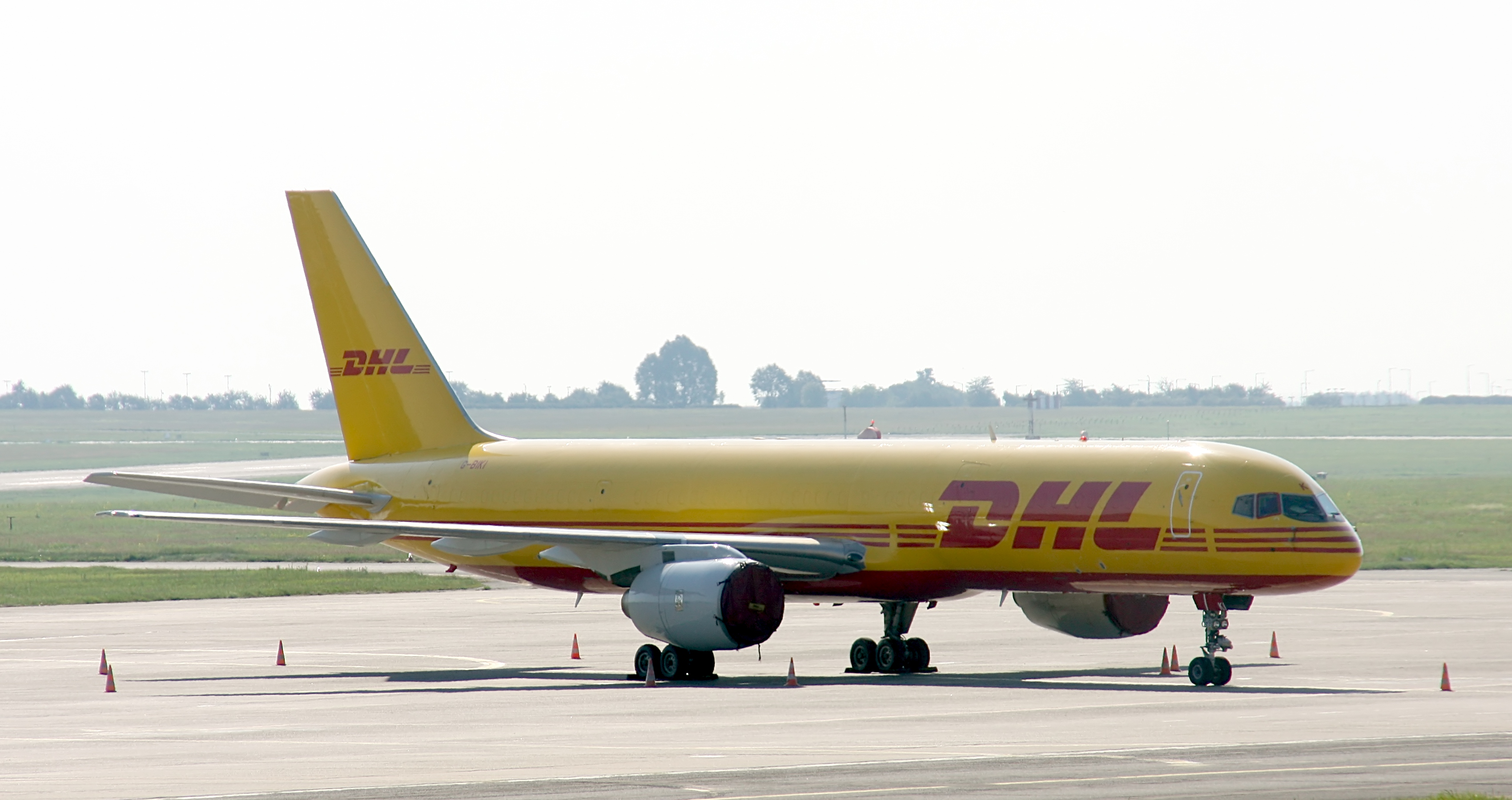
DHL 에어 UK의 보잉 757-200SF
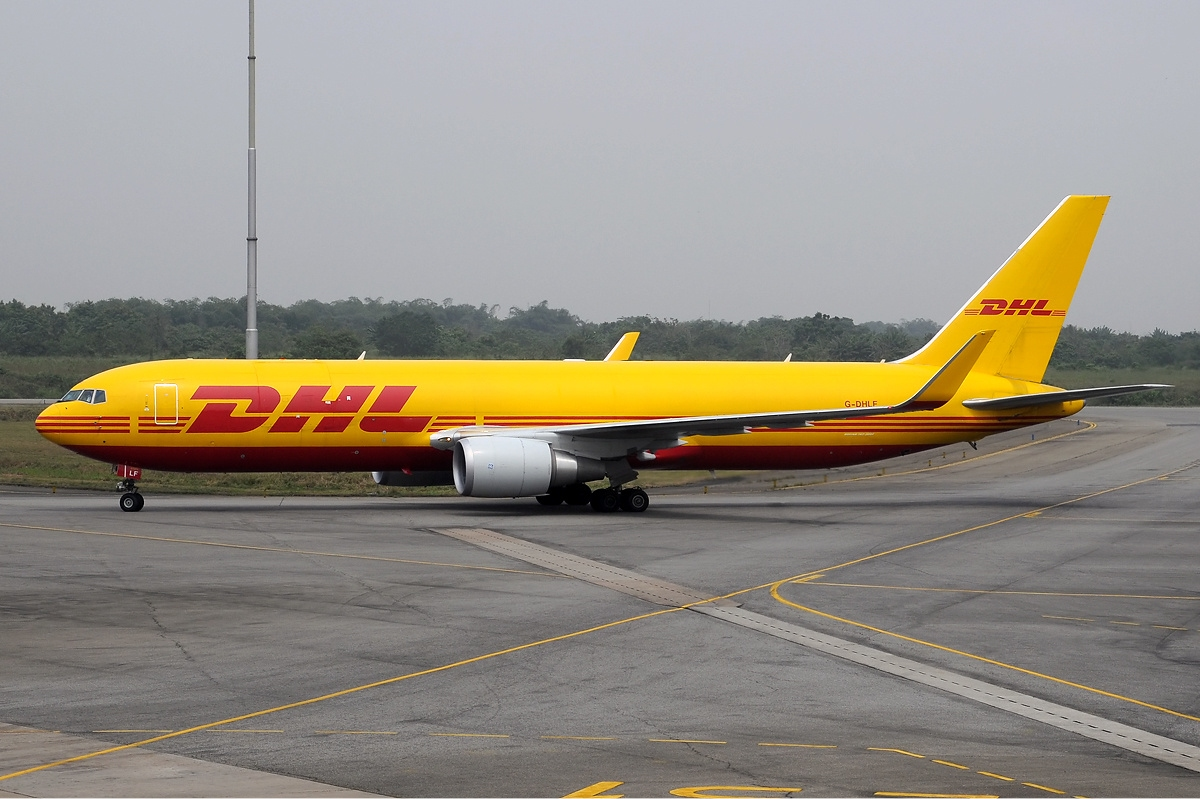
DHL 에어 UK의 보잉 767-300F